# Clinacanthus
Clinacanthus es un género de plantas con flores perteneciente a la familia Acanthaceae. El género tiene dos especies de hierbas, distribuidas desde el sur de China a Malasia.

## Taxonomía
El género fue descrito por Christian Gottfried Daniel Nees von Esenbeck y publicado en Prodromus Systematis Naturalis Regni Vegetabilis 11: 511. 1847. La especie tipo es: Clinacanthus burmanni Nees. 

## Especies deClinacanthus
- Clinacanthus nutans
- Clinacanthus spirei